# 710

## Esdeveniments
- Arribada de l'exèrcit musulmà al territori català
- Roderic, duc de Bètica és proclamat rei visigot; els vitizians, partidaris d'Àkhila II criden en la seva ajuda als musulmans del nord d'Àfrica

## Necrològiques
- 3 de juliol, Xi'an (Xina): Emperador Zhongzong de Tang (xinès: 唐中宗) 4t emperador de la Dinastia Tang (n. 656).[1]

- Vítiza, rei dels visigots.